# Tô Lâm
Tô Lâm (Xuân Cầu, 10 luglio 1957) è un politico e generale vietnamita, attuale Segretario Generale del Partito Comunista del Vietnam dal 3 agosto 2024 e Presidente del Vietnam dal 22 maggio al 21 ottobre 2024.